# Frederic Trèmols i Borrell
Frederic Trèmols i Borrell (Cadaqués, Alt Empordà, Girona, maig de 1831 - Barcelona, 21 de gener de 1900) fou un botànic i apotecari català.

## Biografia
Estudià la carrera de farmàcia a la capital catalana, i més tard passà a Madrid a doctorar-se, i aconseguí, per oposició, la càtedra de química inorgànica de la Universitat de Granada, assolint després el trasllat a Barcelona, on explicà aquella assignatura fins que el seu estat de salut li'n privà. També tingué a càrrec seu la càtedra d'història de la farmàcia en la Universitat de Barcelona. Entre altres càrrecs acadèmics importants desenvolupà el de president de la Reial Acadèmia de Ciències i Arts d'aquella ciutat en la qual llegí treballs importants, com:
- Plantas observadas en la montaña de Requesens;
- Necrología del Dr. D. Antonio Sánchez Comendador;
- Purificación del ácido sulfúrico;
- ¿Es necesaria una clasificación para los cuerpos simples? en caso afirmativo, ¿cual de ellas será mejor?;
- Teoria de la nitrificación conforme al estado de conocimientos y adelantos que ha hecho la ciencia moderna; etc., i mereixen menció especial el seu discurs inaugural sobre Causas del lamentable atraso en que se encuentran las Ciencias Físico-Químicas i Naturales en España: reformas esenciales que reclama su estudio.

El 1882 fou comissionat per la Diputació provincial de Barcelona per estudiar els ceps americans i la possibilitat i l'estat del seu cultiu a Catalunya. Aquest informe, que constitueix un verdader tractat dels ceps americans, va merèixer unànimes elogis i fou imprès a expenses d'aquella corporació.
Va ser un excursionista incansable, que corregué Catalunya amb deteniment, contribuint al coneixement de la seva flora a Espanya i l'estranger. Aconseguí formar un completíssim i magnífic herbari de més de 15.000 espècies, que a la seva mort fou donat per la seva esposa a la Reial Acadèmia de Ciències. Aquesta corporació va rebre, en ocasió de la mort de Trèmols i Borrell, nombroses comunicacions de societats botàniques de l'estranger demanant dades per donar conte en les seves revistes de la pèrdua que la ciència fitogeogràfica havia experimentat.
Al seu provat amor a la botànica es deu el descobriment en la flora de Catalunya de més de 150 espècies ignorades i el d'algunes espècies desconegudes que figuren amb el seu nom en la flora general.
Com a resultat d'una excursió a l'alta Catalunya, efectuada en companyia de diversos botànics estrangers, publicà una Memòria sobre les espècies del gènere Hieracium. Era tal el seu amor a la botànica, que en els seus últims moments, presa del deliri, explicà una lliçó d'aquesta ciència, com si es trobés en la càtedra.

## Publicacions
Entre les seves publicacions cal citar: 
- Lecciones de Farmacia Química inorgànica, (1871);
- Conferencia sobre el mejoramiento de los suelos por la mezcla de la tierra, (1870)
- Aguas minerales del Puig de les Ànimas en Caldes de Malavella, (1882);

A més dels estudis publicats a:
- Restaurador Farmmacéutico,
- Agua alcalinosulfurosa de la fuente de Fitu, (1879);
- Serie de adelantos que en diversos tiempos ha hecho el análisis inmediato de las substáncias orgánicas;

I els seus discursos en rebre la investidura de l'any acadèmic de 1870 a 1871.